# Nymphaea rudgeana
Nymphaea rudgeana är en näckrosväxtart som beskrevs av G. F. W. Mey. Nymphaea rudgeana ingår i släktet vita näckrosor, och familjen näckrosväxter. Inga underarter finns listade i Catalogue of Life.

## Bildgalleri

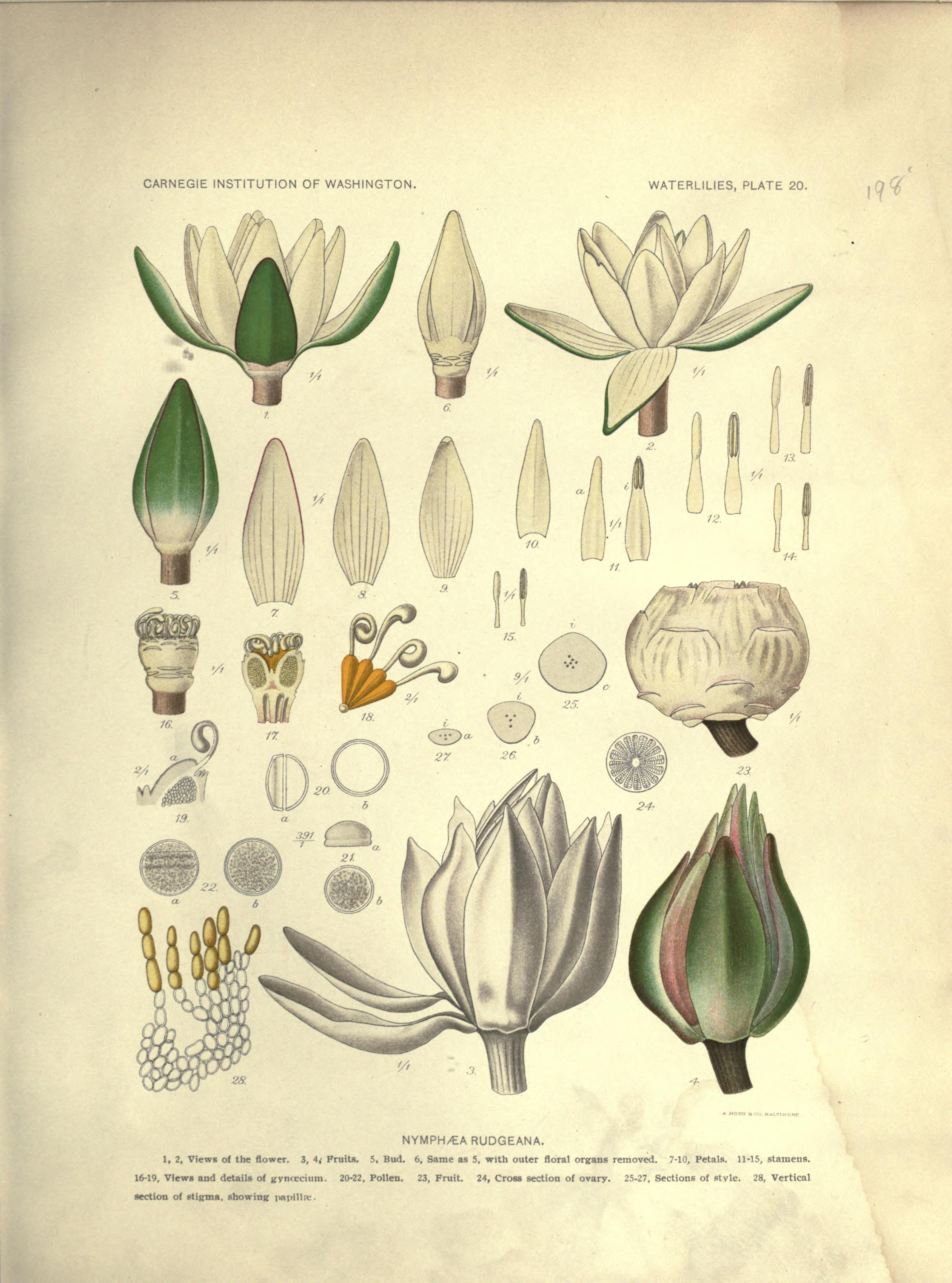